# Francesco Gnerre
Francesco Gnerre (Santa Paolina, 17 febbraio 1944 – Aprilia, 17 luglio 2025) è stato un saggista, critico letterario e sociologo italiano.
Dagli anni sessanta visse a Roma dove si laureò prima in Lettere e poi negli anni settanta in Sociologia.

## Biografia
Dal 1970 si occupò di didattica e di sociologia della letteratura con la partecipazione a ricerche e con la pubblicazione di libri scolastici (tra cui un commento alla Divina Commedia). Fu per molti anni insegnante nei licei romani, dopodiché tenne il corso di Sociologia della comunicazione in un Istituto parauniversitario e in seguito un corso di studi di genere all'Università degli studi di Roma "Tor Vergata".
La sua tesi di laurea in sociologia della letteratura sul personaggio omosessuale nella narrativa del dopoguerra fu pubblicata nel 1981 col titolo L'eroe negato - Il personaggio omosessuale nella narrativa italiana contemporanea.
Con lo stesso titolo pubblicò nel 2000 per Baldini e Castoldi un nuovo saggio di critica alla narrativa italiana del novecento, L'eroe negato. Omosessualità e letteratura nel Novecento italiano.
Gnerre curò una raccolta di racconti gay: Avventure dell'eros. Collaborò al Dictionnaire des cultures gays et lesbiennes, diretto da Didier Eribon. Scrisse articoli, contributi e brevi saggi per numerosi periodici italiani e stranieri (tra essi si citano Gai Pied, Paese Sera, Libertaria, il manifesto, Sodoma, The Advocate, Liberazione).
Dal 1998 al 2004 curò la rubrica dei libri sulla rivista Babilonia, attività che svolse anche per la rivista Pride diretta da Gianni Rossi Barilli.
Nel 2015, per i tipi di Rogas Edizioni  pubblicò il saggio La biblioteca ritrovata. Percorsi di lettura gay nel mondo contemporaneo, un viaggio nella tradizione culturale e letteraria omosessuale.
È morto il 17 luglio 2025 ad Aprilia, all’età di 81 anni.

## Opere

### Saggi
- L'eroe negato - Il personaggio omosessuale nella narrativa italiana contemporanea, Milano, Gammalibri, 1981, SBN SBL0289876.
- Autori varî, Avventure dell'eros, a cura di Francesco Gnerre, Milano, Gammalibri, 1984, SBN REA0029080.
- Francesco Gnerre (a cura di), Il testo ritrovato. Forme poetiche e classici a scuola, Ravenna, Longo, 1987, SBN CFI0076408.
- Franca Mariani, Francesco Gnerre e Raul Mordenti (a cura di), Le forme letterarie nella storia. La letteratura italiana nei sistemi culturali, Torino, SEI, 1990, SBN TO00047657.
- Caterina Sanna, Francesco Gnerre e Andrea Pini (a cura di), Marco Sanna, Siracusa, Ombra Editrice, 1991, SBN RMS1117981.
- Francesco De Sanctis, Schopenhauer e Leopardi, a cura di Francesco Gnerre e Anna Luisa Marongiu, Roma, Edizioni Oberon, 1995, ISBN 88-8009-017-8.
- Dante Alighieri, La Divina Commedia, a cura di Franca Mariani e Francesco Gnerre, 3 voll., Torino, Loescher, 1996, SBN TO00374136.
- L'eroe negato. Omosessualità e letteratura nel Novecento italiano, Milano, Baldini&Castoldi, 2000, ISBN 88-8089-890-6.
- Claudia Iandolo, Il paese bianco di Isidora vecchia, prefazione di Francesco Gnerre, Atripalda (AV), Mephite, 2005, ISBN 88-88655-52-2.
- Francesco Gnerre e Gian Pietro Leonardi, Noi e gli altri. Riflessioni sullo scrivere gay, Milano, Il Dito e La Luna, 2007, ISBN 978-88-86633-49-9.
- Dante Alighieri, La Divina Commedia, a cura di Francesco Gnerre, 2ª ed., Petrini-De Agostini, 2015  [2012], ISBN 978-88-494-1953-5, ISBN 978-88-494-1682-4.
- La biblioteca ritrovata. Percorsi di lettura gay nel mondo contemporaneo, Roma, Rogas Edizioni, 2015, ISBN 978-88-94070-35-4.
- Francesco Gnerre e Daniele Coluzzi, In disgrazia del cielo e della terra. L'amore omosessuale nella letteratura italiana, Roma, Rogas Edizioni, 2023, ISBN 978-88-99700-91-1

### Articoli
- Mario Mieli, una risata conto l'omofobia, in Liberazione, 2 aprile 2007;
- Sessualità, responsabilità e scrittura. Intervista a Michael Cunningham, in Origine, 18 aprile 2011.